# 柏万青
柏万青（1949年11月—），常被称作「柏阿姨」，上海人，是上海电视台的调解类谈话节目嘉宾主持，电视公众人物，中共党员。曾任江西省资溪县副县长、上海市静安区静安寺街道副处级组织员，现为上海市人大代表、静安区老年协会秘书长、静安区首席人民调解员。

## 主要经历

### 早年经历 赣沪两地任职
1968年，柏万青毕业于上海市延安中学高中，1969年，上山下乡插队落户到江西省黎川县，成为一名女知青。插队落户期间，柏万青先后担任过当地生产队妇女主任、乡镇干部、资溪县副县长。1996年，通过干部交流回到上海，在上海市静安区先后担任静安寺街道宣传科科长、文明办副主任、副处级组织员、党建办主任等职。

### 担任人民调解员 成为电视名人
2005年，退休后的柏万青担任上海市静安区老年协会秘书长、静安区首席人民调解员，并成立了「柏万青志愿者工作室」。同年获得上海市“三八红旗手”称号。
2007年当选上海市人大代表，2008年，柏万青受邀成为上海广播电视台娱乐频道百姓调解家庭矛盾类节目《新老娘舅》、《一呼柏应》的嘉宾主持。2010年8月，中国第一部人民调解法在第十一届全国人大常委会中得到通过，人民调解工作拥有了法律依据，使得电视台更加热衷于此类草根民生节目的制作，柏万青在电视台的出镜率也得到提高。2011年3月至2012年期间，柏万青还加盟过江西卫视，担任民生调解类节目《金牌调解》的金牌调解员。

## 轶事与争议

### 足球轶事
柏万青是中国足坛名宿徐根宝及上海海港的铁杆球迷，经常组织球迷去现场支持徐根宝的球队。2013赛季，时名为上海东亚的海港队升入中超，与同城传统强队上海申花形成了德比大战，介于柏万青在上海的影响力，申花球迷自创了「踏平八万人，活捉柏万青」的球队助威口号，响彻体育场。

### 女性守贞
2011年报道，她曾在电视节目中要求未婚女性守贞，强调：“贞操是女孩给婆家最贵重的陪嫁！”

### “被代言”违法P2P理财产品事件
2016年11月，酷溜网上出现了一则题为《柏万青以及炳恒》的视频，视频中出现了“BH炳恒集团”标志及“上海市人大代表、东方电视台娱乐频道老年明星主持柏万青”字样。之后柏万青表示其从未听说过炳恒集团，从未录制过视频内容，与炳恒财富之间不存在任何代言关系，后炳恒财富因非法吸收公众存款被立案调查。2018年11月19日，上海市徐汇区人民法院一审判决，炳恒财富被判停止侵权，赔礼道歉，赔偿各项损失共计43000元。